# 中國香港飛盤總會
中国香港飞盘总会（英語：Flying Disc Federation of Hong Kong, China）是專門管轄香港飛盤運動事務的組織。該組織成立於1991年。現時，中国香港飞盘总会是世界飛盤總會和亞洲飛盤總會的成員，旗下的主要比賽有全年聯賽、夏季聯賽、秋季聯賽、香港錦標賽和香港沙灘錦標賽。

## 資料來源
1. ↑  .   [2014-01-18]. （原始内容存档于2016-11-03）.

- 飛碟出沒　沙灘解放 （页面存档备份，存于）
- 型！飛盤隊隊長Michael 撲碟Add朋友 （页面存档备份，存于）

## 外部連結
- 官方网站 （页面存档备份，存于）